# Yelm
Yelm és una població dels Estats Units a l'estat de Washington. Segons el cens del 2010 tenia 5.900 habitants.

## Demografia
Segons el cens del 2000, Yelm tenia 3.289 habitants, 1.216 habitatges, i 807 famílies. La densitat de població era de 225,6 habitants per km².
Dels 1.216 habitatges en un 41,5% hi vivien nens de menys de 18 anys, en un 48,2% hi vivien parelles casades, en un 14,4% dones solteres, i en un 33,6% no eren unitats familiars. En el 27,1% dels habitatges hi vivien persones soles l'11,6% de les quals corresponia a persones de 65 anys o més que vivien soles. El nombre mitjà de persones vivint en cada habitatge era de 2,67 i el nombre mitjà de persones que vivien en cada família era de 3,26.
Per edats la població es repartia de la següent manera: un 32% tenia menys de 18 anys, un 9,3% entre 18 i 24, un 31,4% entre 25 i 44, un 16,6% de 45 a 60 i un 10,8% 65 anys o més.
L'edat mediana era de 31 anys. Per cada 100 dones de 18 o més anys hi havia 82,7 homes.
La renda mediana per habitatge era de 39.453 $ i la renda mediana per família de 45.475 $. Els homes tenien una renda mediana de 32.037 $ mentre que les dones 24.474 $. La renda per capita de la població era de 15.865 $. Aproximadament el 7,9% de les famílies i el 10,1% de la població estaven per davall del llindar de pobresa.

## Poblacions més properes
El següent diagrama mostra les poblacions més properes.